# APOP Kinyras Peyias
APOP Kinyras Peyias (griechisch: Α.Π.Ο.Π – Αθλητικός Ποδοσφαιρικός Ομιλος Πέγειας Κινύρας) war ein zyprischer Fußballklub aus Peyia aus dem Bezirk Paphos. Der Verein entstand 2003 aus einer Fusion von den beiden kleinen Lokalvereinen APOP Peyias FC und Kinyras Empas FC. Die Abkürzung „APOP“ steht für Athlitikos Podosferikos Omilos Pegeias (in Englisch: Athletic Football Club Peyia) und der Name „Kinyras“ kommt von König Kinyras, der die Stadt Paphos gründete.

## Geschichte
Der Klub begann seine Geschichte 2003/04 in der dritten zyprischen Liga, wo sie in ihrer ersten Saison sofort in die zweite Liga aufstiegen. Nach nur einem Jahr in der zweiten Liga stiegen sie zum ersten Mal in der Geschichte des Vereins in die First Division auf. Allerdings landete das Team in der Saison 2005/06 nur auf Platz 12, verlor das Relegationsspiel und stieg wieder in die zweite Liga ab. 2007 gewann das Team die zweite Liga und sie stiegen wieder in die First Division auf. In der Saison 2010/11 beendeten sie die Saison allerdings auf dem letzten Tabellenplatz und stiegen erneut ab. Ein Jahr später 2011/12 folgte dann sogar ein weiterer Abstieg, da der Verein wegen finanziellen Problemen zum wiederholten Mal mit Punktabzug bestraft wurde. Im August 2012 löste sich der Verein auf.

## Pokalsieg
Im Mai 2009 erregte der Verein Aufsehen, nachdem sie den zyprischen Pokal gewannen und vorher die Favoriten Omonia Nikosia, APOEL Nikosia und AEL Limassol ausschalteten. Damit waren sie der erste Klub aus Paphos, der diese Trophäe gewann. Nur wenige gaben APOP Kinyras Peyias eine Chance auf eine Trophäe, jedoch gelang es ihnen unter Trainer Giorgos Polyviou, einige Favoriten zu überwältigen und den zyprischen Pokal im Finale gegen den AEL Limassol zu gewinnen. Nachdem sie im Viertelfinale und im Halbfinale die Mannschaften Omonia Nikosia und APOEL Nikosia eliminiert hatten, hielten sie auch dem hohen Druck des qualitativ besser besetzten AEL Limassol stand und schaffte durch zwei späte Tore von Angelos Efthymiou und Fangio Buyse den bemerkenswerten Finalsieg im GSP-Stadion in Nikosia. Nach diesem Erfolg, wurde das Team der erste Klub von Paphos, der seit der Gründung des zyprischen Fußballverbandes im Jahre 1934 einen großen Titel gewinnen konnte.
Im Juli 2009 waren sie ebenfalls die erste Mannschaft aus Paphos, die an einem europäischen Wettbewerb teilnahm. Ihr erstes Spiel auf europäischer Ebene hatten sie am 30. Juli 2009 gegen den SK Rapid Wien in der dritten Qualifikationsrunde der UEFA Europa League. Das Hinspiel gewann Rapid Wien zuhause mit 2:1. Im Rückspiel schoss Christopher Trimmel das entscheidende 2:2 in der Verlängerung und damit schoss er den APOP Kinyras Peyias aus der UEFA-Europa-League-Qualifikation. Zuvor hatte der APOP Kinyras Peyias einen 0:1-Rückstand, durch Tore von Edgar Marcelino und Sebastián González in ein 2:1 verwandelt und eine Verlängerung erzwungen.

## Stadion
Der Klub war im Peyia Municipal Stadium zuhause, welches eine Kapazität von 3.828 Plätzen besitzt. Nach dem Aufstieg mussten sie während der Spielzeit 2005/06 im Pafiako-Stadion spielen, da das Peyia Municipal Stadium nicht erstligatauglich war. Das Peyia Municipal Stadium im Jahr 2007 umgebaut und ursprünglich war ein Ausbau für eine Zuschauerkapazität für 7.500 Besucher geplant. Zu diesem Umbau ist es allerdings nie gekommen.

## Ehemalige bekannte Spieler
- Julian Kmet
- Romik Chatschatrjan
- Joel Mogorosi
- Jerome Ramatlhakwane
- Marcio Ferreira
- Gabriel Lima
- Alexandre Negri
- Rosen Kirilow
- Sebastián González
- Marios Christodoulou
- Michalis Demetriou
- Angelos Efthymiou
- Alexandros Alexandris
- Nikolaos Chatzis
- Leonidas Vokolos
- Michael Walsh
- Sébastien Grimaldi
- Miodrag Božović
- Milan Belić
- Radislav Dragicevic
- Krisztián Pest
- Emmanuel Olisadebe
- Tiago Viera Pinto Carneiro
- Bernardo Vasconcelos
- José António Calado
- Paulo Sousa
- Miguel Vargas
- Luís Miguel
- Edgar Marcelino
- Hamad Ndikumana
- David Kutyauripo
- Lionel Bah

## Titel und Erfolge
- Zyprischer Pokal: 2009
- Meister Second Division: 2005, 2007
- Meister Third Division: 2004